# Juicio de Juana de Arco
Juana de Arco fue una joven francesa que dijo haber sido enviada para ayudar al rey Carlos VII durante la guerra de los Cien Años, lo que llevó a su captura por los borgoñones aliados ingleses durante el sitio de Compiègne en 1430. Fue juzgada por un tribunal eclesiástico pro-inglés supervisado por comandantes ingleses en Rouen, Normandía en 1431. El tribunal la declaró culpable de herejía y fue quemada en la hoguera. El veredicto del juicio fue posteriormente revocado en apelación por Jean Bréhal, el Inquisidor General en 1456, exonerándola por completo. Considerada una heroína nacional de Francia, fue declarada santa por la Iglesia Católica en 1920. El juicio es uno de los más famosos de la historia, convirtiéndose en el tema de muchos libros y películas.

## Antecedentes y contexto
En la primavera de 1429, actuando en obediencia a lo que dijo que era el mandato de Dios, Juana inspiró a los ejércitos del Delfín en una serie de impresionantes victorias militares que levantaron el Sitio de Orleans y destruyeron un gran porcentaje de las fuerzas inglesas restantes en la Batalla de Patay, invirtiendo el curso de la Guerra de los Cien Años. El Delfín - Carlos VII de Francia - fue coronado unos meses después en Reims.
Sin embargo, una serie de contratiempos militares acabaron por conducirla a su captura. Primero, se produjo el un revés ante las puertas de París en septiembre de ese mismo año. A continuación, fue capturada en la primavera de 1430 en el sitio de Compiègne por la facción borgoñona liderada por Felipe III, duque de Borgoña, que estaba aliado con los ingleses.
Los borgoñones la entregaron a los ingleses a cambio de 10 000 libras. En diciembre de ese mismo año, fue trasladada a Rouen, sede militar y capital administrativa en Francia de Rey Enrique VI de Inglaterra, y juzgada por herejía ante un tribunal eclesiástico encabezado por el obispo Pierre Cauchon, partidario de los ingleses.

## Registro documental
La vida de Juana de Arco es una de las mejor documentadas de su época. Esto es especialmente notable si se tiene en cuenta que no era una aristócrata sino una campesina. Este hecho se debe en parte a las actas del juicio, y en parte también a las actas de la posterior apelación de su caso después de la guerra, cuando el juicio fue investigado y su veredicto anulado.
Durante el juicio, en 1431, un trío de notarios encabezado por el notario jefe Guillaume Manchon tomó notas en francés que se cotejaron cada día tras la sesión del juicio. Unos cuatro años más tarde, estas actas fueron traducidas al latín por Manchon y el maestro de la Universidad de París Thomas de Courcelles. Se hicieron cinco copias, de las cuales tres todavía existen.
Las largas investigaciones y el juicio de apelación durante la década de 1450 produjeron información adicional sobre los detalles y la actividad entre bastidores durante el proceso, ya que los 115 testigos interrogados durante estas investigaciones incluían a muchos de los clérigos que habían servido durante el juicio en 1431. Estos testigos ofrecieron recuerdos vívidos de muchos incidentes que no están registrados en la transcripción del juicio, y describieron cómo el gobierno inglés había manipulado el asunto.
Jules Quicherat publicó la primera versión íntegra del acta del juicio en el primer volumen de su serie de cinco volúmenes Procès de condamnation et de réhabilitation de Jeanne d'Arc en París en la década de 1840. Pero no fue hasta 1932 cuando la primera traducción íntegra en inglés estuvo disponible cuando W.P. Barrett publicó su Trial of Joan of Arc en Nueva York.

## En prisión

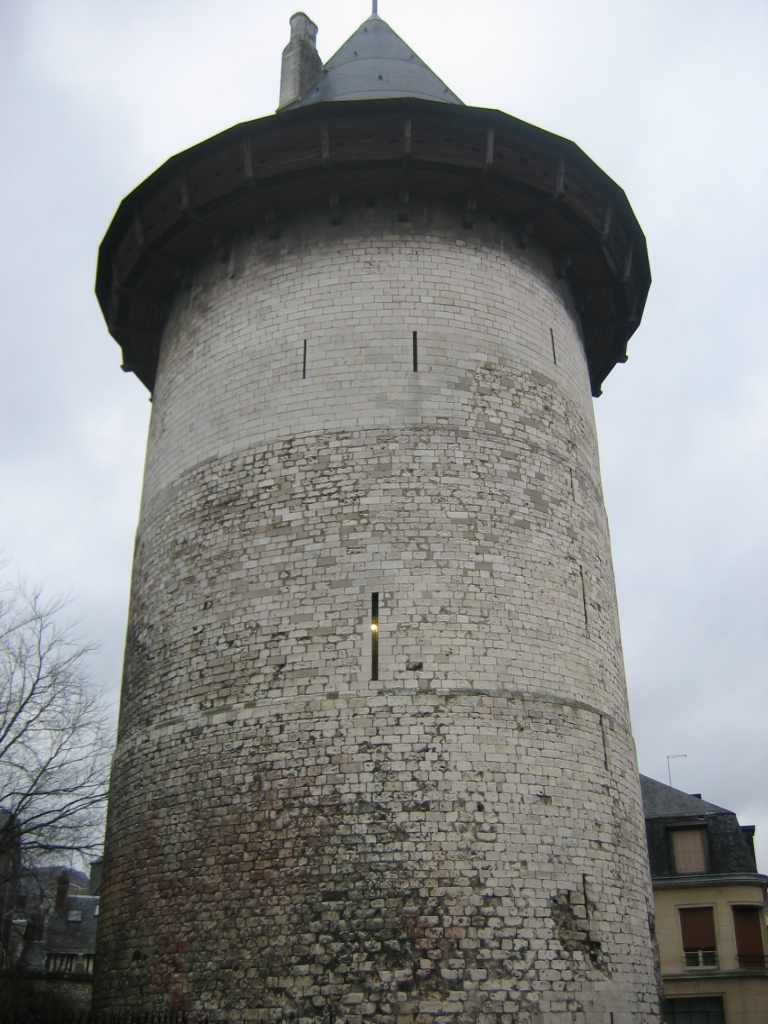
El torreón del castillo de Rouen, vestigio sobreviviente de la fortaleza donde estuvo encarcelada Juana durante su juicio. Desde entonces se la conoce como la "Torre de Juana de Arco".

Los procedimientos de un juicio inquisitorial exigían una investigación preliminar sobre la vida del sospechoso. Esta investigación consistía en la recogida de cualquier prueba sobre el carácter del sujeto, incluyendo el testimonio de los testigos. A continuación, se podía llevar a cabo un interrogatorio del acusado, en el que se le obligaba a prestar un testimonio que podía ser utilizado en su contra en un juicio posterior.

### Investigación preliminar
Con las palabras "Aquí comienza el proceso en materia de fe contra una mujer fallecida, Juana, comúnmente conocida como la Doncella", la transcripción del juicio anuncia el inicio, el 9 de enero de 1431, de la investigación judicial sobre el caso de Juana de Arco (Jeanne d'Arc como aparece su nombre en el encabezamiento de dichas actas).
El primer orden del día fue una investigación preliminar sobre el carácter y las costumbres de Juana. Un examen sobre la virginidad de Juana se llevó a cabo algún tiempo antes del 13 de enero, supervisado por la Duquesa de Bedford (la esposa de Juan de Lancaster, regente en Francia del niño-rey Enrique II de Francia, VI de Inglaterra). La duquesa anunció que se había descubierto que Juana era virgen. Al mismo tiempo, se enviaron representantes del juez a la aldea natal de Juana, Domrémy y alrededores, para indagar más sobre la vida de Juana, sus costumbres y su virtud, entrevistando a varios testigos.
El resultado de estas investigaciones fue que no se pudo encontrar nada en contra de Juana para apoyar cualquier acusación contra ella. El hombre encargado de recoger los testimonios, Nicholas Bailly, dijo que "no había encontrado nada sobre Juana que no hubiera querido encontrar sobre su propia hermana". Esto enfureció a Cauchon, que esperaba tener algo que pudiera utilizar contra ella. Acusó a Bailly de ser "un traidor y un mal hombre" y se negó a pagarle el salario prometido.

### Interrogatorio
En una carta fechada el 20 de febrero de 1431 y enviada a los asesores y a otras personas convocándoles a comparecer la mañana del día siguiente para la primera sesión de interrogatorio público de Juana, Pierre Cauchon citó la concesión de la jurisdicción dentro de la ciudad de Rouen por parte del capítulo de la catedral de Rouen con el fin de llevar a cabo el juicio contra Juana. Sin dicha concesión, no habría podido llevar a cabo las audiencias al no encontrarse en su diócesis natal.  También declaró que Juana era "vehementemente sospechosa de herejía" y que "se habían extendido notoriamente los rumores de sus actos y dichos que herían nuestra fe". Esta era la base de la diffamatio, requisito necesario para presentar cargos contra un sospechoso. También aludió a la esperada ausencia del vice-inquisidor de Rouen, Jean Le Maistre, cuya presencia era requerida por el derecho canónico para validar el proceso. La ausencia de Lemaitre fue explicada posteriormente durante el juicio de apelación por cuatro testigos presenciales, que dijeron que Le Maistre tenía objeciones al juicio y se negó a cooperar hasta que los ingleses le amenazaron de muerte. El Tribunal de apelación de la posguerra declaró más tarde que estos puntos eran violaciones de las reglas de la Iglesia.
En respuesta a la citación del obispo Cauchon en esta misma fecha, el sacerdote y alguacil Jean Massieu informó de que Juana había aceptado comparecer ante el tribunal, pero solicitó que se convocara a eclesiásticos de la parte francesa en número igual al de la parte inglesa (como exigían las normas de la Iglesia), y pidió que se le permitiera oír Misa. En respuesta, el promotor (fiscal) Jean d'Estivet prohibió a Juana asistir a los oficios divinos, citando "especialmente la impropiedad de las prendas a las que se aferraba", según la transcripción del Juicio (traducción de Barrett). Su vestimenta de soldado se convirtió cada vez más en un problema a medida que avanzaba el juicio y el tribunal no encontraba otros motivos para una condena. Varios testigos presenciales dijeron más tarde que llevaba un traje de soldado que tenía una túnica, un pantalón y unas botas largas que llegaban hasta la cintura, todo ello atado con cordones, lo que, según ella, necesitaba para protegerse de la violación de sus guardias (es decir, el hecho de sujetar las tres prendas juntas dificultaba que los guardias pudieran arrancarle la ropa, pero un vestido de mujer la dejaría más vulnerable, ya que estaba abierto en la parte inferior).

#### Primera sesión: miércoles, 21 de febrero de 1431
Tras ser llevada ante el tribunal, se le explicó el procedimiento y el obispo Cauchon le dirigió una exhortación, tras la cual se le pidió que prestara juramento sobre su testimonio.
Pregunta: ¿Juráis decir la verdad en respuesta a las preguntas que se os hagan?
Juana: No sé sobre qué desea examinarme. Tal vez me pregunten cosas que no quiero decir.
Pregunta: ¿Juráis decir la verdad sobre las cosas que se os preguntan acerca de la fe, que conocéis?
Juana: Sobre mi padre y mi madre, y lo que he hecho desde que tomé el camino a Francia, juraré con gusto decir la verdad. Pero en cuanto a mis revelaciones de Dios, nunca las he contado ni revelado a nadie, salvo a Carlos, mi Rey. Y no las revelaré para salvar mi cabeza.
El tribunal volvió a tratar el asunto del juramento en sesiones posteriores.
Entonces se le preguntó sobre cuestiones como su nombre, su nacimiento, sus padres y padrinos, su bautismo y su educación religiosa. Cuando informó de que su madre le había enseñado las oraciones católicas estándar - el Pater Noster ("Padre Nuestro" o "Padre Nuestro"), Ave María ("Ave María"), y el Credo ("Credo de los Apóstoles") - Cauchon le pidió que recitara el Pater Noster. Ella respondió que sólo lo haría si se le permitía ser escuchada en Confesión.
Finalmente, recordándole sus anteriores intentos de fuga, Juana fue amonestada para que no escapara, diciéndole que si lo hacía, sería automáticamente condenada por herejía. Ella lo rechazó, diciendo que no había prestado ningún juramento sobre este asunto a nadie y añadiendo: "Es cierto que deseaba y aún deseo escapar, como es lícito para cualquier cautivo o prisionero".

#### Segunda sesión: jueves, 22 de febrero de 1431
En esta sesión, Jean Lemaitre, el vice-inquisidor, estuvo finalmente presente, después de haber intentado evitar su asistencia. No estuvo presente en ninguna de las siguientes sesiones hasta el 13 de marzo, y posteriormente no dedicó prácticamente nada de tiempo al caso durante el transcurso del juicio.
Después de algunas discusiones sobre el juramento, Juana fue interrogada sobre su juventud y sus actividades en Domrémy. Respondió que había aprendido a "hilar [lana] y a coser", que "confesaba sus pecados una vez al año", a veces más a menudo, y que "recibía el sacramento de la Eucaristía en Pascua". A continuación, el interrogatorio tomó un cariz más serio al abordarse el tema de sus visiones.
Afirmó que a los doce o trece años "tenía una voz de Dios que me ayudaba y guiaba", pero que al principio "tenía mucho miedo". Añadió que la voz "rara vez se oía sin una luz" y que "a menudo oía la voz" cuando venía a Francia. A continuación, relata los detalles de su viaje desde Domrémy hasta Chinon, solicitando primero a Robert de Baudricourt en Vaucouleurs una escolta y saliendo de esa ciudad vestida de soldado y equipada con una espada suministrada por Baudricourt.

#### Tercera sesión: sábado, 24 de febrero de 1431
De nuevo la sesión comenzó con una escaramuza sobre el juramento, tras la cual Jean Beaupere comenzó con un extenso interrogatorio sobre las voces de Juana. Le preguntó, entre otras cosas, qué estaba haciendo cuando la voz se le presentó, dónde estaba la voz, si había alguna interacción táctil, qué decía, etc. Joan informó de que pidió consejo a la voz en relación con el interrogatorio y le dijeron que "respondiera con valentía y que Dios la consolaría". Además, declaró que "nunca le pareció que [la voz] emitiera dos opiniones contrarias" y afirmó su creencia de que "esta voz viene de Dios, y por su orden".
Siguieron varias preguntas de carácter teológico, entre ellas ésta:
Pregunta: ¿Sabe usted si está o no en gracia de Dios?
Juana: Si no lo estoy, que Dios me ponga allí; y si lo estoy, que Dios me guarde así. Sería la criatura más triste del mundo si supiera que no estoy en su gracia".
La pregunta era un intento deliberado de atraparla, ya que la doctrina de la Iglesia sostenía que nadie podía estar seguro de estar en gracia de Dios; y sin embargo, responder "no" también podía ser utilizado en su contra porque el juez podía afirmar que había admitido estar en estado de pecado. Según los testigos presenciales, esta pregunta suscitó la protesta de uno de los asesores, Jean Lefèvre, que dijo que era una "pregunta grave" a la que Juana no debía responder. Cauchon replicó: "¡Hubiera sido mejor para ti si hubieras mantenido la boca cerrada!" La respuesta de Juana, evitando limpiamente la trampa teológica, dejó al tribunal "estupefacto" según uno de los notarios, Boisguillaume.
Añadió que si estuviera en estado de pecado, no creía que estos santos acudieran a ella; y deseaba que todos pudieran oírlos tan bien como ella. Creía que tenía unos trece años cuando vinieron a ella por primera vez.
A partir de ahí, el interrogatorio volvió a centrarse en la infancia de Juana en Domremy, con preguntas sobre el "Árbol de las Damas" y las costumbres que lo rodean. La sesión terminó con la pregunta de si usaría ropa de mujer si se la proporcionaran. Ella respondió: "Dadme [un vestido] y lo tomaré y me iré; de lo contrario, me contento con esto [refiriéndose a su atuendo de soldado - ed.], ya que le agrada a Dios que lo lleve".

#### Cuarta sesión: martes, 27 de febrero de 1431
De nuevo Juana prestó una forma limitada del juramento y de nuevo Beaupere tomó la iniciativa principal en el interrogatorio, pasando primero al tema de sus voces. Juana declaró que había escuchado las voces muchas veces desde la sesión anterior y que eran Santa Catalina y Santa Margarita, cuyas voces la habían guiado durante siete años, pero que la primera vez que escuchó voces (cuando tenía unos 13 años), fue la de San Miguel. Dijo que Santa Catalina y Santa Margarita se le aparecieron con "hermosas coronas" en la cabeza. Se negó a responder a algunas de las preguntas, y remitió otras al acta de la investigación de Poitiers.
Hubo más preguntas sobre su asunción del atuendo de soldado a las que respondió: "Todo lo que he hecho es por orden de Dios". En cuanto a su primer encuentro con Carlos VII, remitió las preguntas más importantes a las actas de la investigación de Poitiers, pero declaró que el "Rey tuvo una señal sobre mi misión antes de creer en mí" y que "el clero de mi partido [es decir, la facción armagnac] sostenía que no había nada más que bueno en mi misión".
A continuación, le preguntaron sobre su espada y su estandarte, que los asesores le pidieron que describiera con especial detalle. La sesión concluyó con un interrogatorio sobre el asedio a Orleans y el asalto a la ciudad de Jargeau. Sobre el primero, declaró que "sí" sabía de antemano que iba a ser herida y que "se lo había dicho a su rey". En efecto, fue herida por una flecha entre el cuello y el hombro izquierdo cuando ayudaba a levantar una escalera contra la fortaleza de Les Tourelles.

#### Quinta sesión: jueves, 1 de marzo de 1431
Después de los desacuerdos habituales sobre el juramento, la sesión giró en torno a ciertas cartas intercambiadas entre ella y el Conde de Armagnac sobre cuál de los tres pretendientes papales era el verdadero Papa. Juana declaró que creía en nuestro Santo Padre el Papa de Roma y que nunca había escrito ni hecho escribir nada sobre los tres soberanos Pontífices.
A continuación, se mencionaron otras cartas que ella había dictado. En el curso de este intercambio, declaró que antes de que pasen siete años los ingleses perderán una apuesta mayor que la que hicieron en Orléans, pues lo perderán todo en Francia y que lo sabía por revelación.
A continuación, Juana recibió muchas preguntas detalladas sobre los santos (llamados "apariciones" por el interrogador, Pierre Cauchon) que creía que la habían visitado. Se le preguntó si eran hombres o mujeres, si tenían pelo, qué idioma hablaban, etc. A la pregunta de si Santa Margarita hablaba inglés, respondió: ¿Por qué iba a hablar inglés si no está en el lado inglés?.
A continuación se le preguntó por sus anillos y si intentaba realizar curaciones con ellos, a lo que respondió: Nunca he curado a nadie con ninguno de mis anillos. También le preguntaron si tenía un  mandrágora, una estatuilla para invocar a los demonios, a lo que ella respondió: No tengo ninguna mandrágora, y nunca la he tenido.
Y finalmente se le volvió a preguntar por la señal que se le dio a su Rey por la que la reconoció a ella y a su misión y de nuevo se negó a responder a cualquier pregunta sobre este tema, diciendo: Ve y pregúntale a él.

#### Sexta sesión: sábado, 3 de marzo de 1431
Después de tomar el juramento en la misma forma que antes, el interrogatorio se dirigió de nuevo a la aparición de los Santos que ella decía ver. Ella declaró: "Los vi con mis dos ojos, y creo que fueron ellos los que vi, tan firmemente como creo en la existencia de Dios", y que Dios los había creado en la forma y manera que ella vio.
Abordando la cuestión de una futura fuga, dijo que los santos en sus visiones "me dijeron que seré liberada, pero no sé el día ni la hora".
Volviendo a la cuestión de su adopción del atuendo de soldado, se le preguntó si lo había llevado "por revelación". Se refirió al acta de Poitiers, pero añadió que había empezado a llevar ropa de soldado en Vaucouleurs, cuando se puso en marcha a través del territorio controlado por el enemigo para viajar a Chinon. Se le formularon muchas otras preguntas sobre este asunto que se negó a responder. Pero sí se supo que, en varias ocasiones, le ofrecieron ropa de mujer y le pidieron que se quitara el atuendo masculino, pero ella respondió que "no se lo quitaría sin permiso de Dios".
Siguieron otras muchas preguntas sobre su estandarte y sus estandartes y los de sus seguidores. Ella contestó que estaban hechos de "raso blanco, y en algunos había flor de lis" 
Después de describir brevemente su encuentro con Fray Ricardo en Troyes, el interrogatorio se centró en la cuestión de las pinturas de Juana ("En Arras, vi una pintura de mí misma hecha por las manos de un escocés") y la respuesta de la gente común a ella - el beso de sus anillos, manos, prendas, y similares.Aquí, el interés parecía ser si ella era venerada o adorada de alguna manera, y si ella alentaba tal comportamiento.}} ("muchas mujeres tocaron mis manos y mis anillos; pero no sé con qué pensamiento o intención".)
A continuación, se le preguntó a Juana sobre su encuentro con Catalina de La Rochelle, una mística francesa que también afirmaba tener revelaciones de Dios. Juana dijo que sus santos habían descrito a Catalina como "una locura y nada más".
Finalmente, la sesión se cerró con algunas preguntas sobre el intento de fuga de Juana del castillo de Beaurevoir, donde estuvo retenida durante varios meses por sus captores borgoñones. Declaró que, aunque sus visiones se lo prohibían, "por miedo a los ingleses, salté y me encomendé a Dios" y "al saltar fui herida", afirmando además que prefería entregar su alma a Dios antes que caer en manos de los ingleses.

### Sesiones en prisión

#### Séptima sesión: sábado, 10 de marzo de 1431
Se reanuda el interrogatorio, esta vez en su celda, con la presencia de un puñado de asesores. Juana describió la acción a las afueras de Compiègne cuando fue hecha prisionera por los borgoñones. Preguntada por el papel de sus santos en esta acción, Juana relató que la pasada semana de Pascua, cuando estaba en las trincheras de Melun, me dijeron mis voces... que sería capturada antes del día de San Juan, añadiendo que "tenía que ser así" y que no debía angustiarme, sino tomarlo a bien, y que Dios me ayudaría. Sin embargo, aunque sabía que iba a ser capturada, desconocía la fecha y la hora.
A continuación se le preguntó por su pancarta y el significado de los dibujos pintados en ella. Por último, la sesión se cierra con preguntas sobre el cartel que entregó a Carlos como prueba de su misión.

#### Octava sesión: lunes, 12 de marzo de 1431 (por la mañana)
Juana fue interrogada sobre el primer encuentro con su Rey cuando se le mostró una señal. Luego la atención se centró en si sus voces/santos le habían fallado alguna vez en algún aspecto.
Pregunta: ¿No te falló el ángel... cuando fuiste hecha prisionera?
Juana:... ya que a Dios le pareció mejor que me hicieran prisionera.
Afirmó además que ellos (sus santos) a menudo vienen sin que yo los llame, pero a veces, si no vienen, le pido a Dios que los envíe, y añadió: Nunca los he necesitado sin tenerlos.
Más tarde, al comentar cuándo fue la primera vez que escuchó sus voces, Juana dijo que "juró conservar su virginidad hasta que Dios lo quisiera", añadiendo que entonces tenía "trece años, más o menos". Dijo que no había contado a nadie sus visiones (ni a sus padres, ni a su sacerdote, ni a ningún eclesiástico), excepto a Robert de Baudricourt.
Preguntada sobre si consideraba correcto dejar a sus padres sin permiso, respondió que lo hizo por orden de Dios y que, por tanto, era correcto hacerlo, afirmando además que después, les escribí y me perdonaron.

#### Novena sesión: lunes, 12 de marzo de 1431 (tarde)
Se le preguntó a Juana sobre un sueño que tuvo su padre antes de que ella dejara Domrémy. Respondió que mi madre le contaba a menudo que mi padre hablaba de haber soñado que yo me iba con los hombres de armas y que había oído a su madre contar que mi padre decía a mis hermanos 'en verdad, si creyera que iba a suceder esto que he soñado sobre mi hija, querría que la ahogarais; y si no lo hicierais, la ahogaría yo misma'. (Evidentemente, supuso erróneamente que se convertiría en una prostituta que acompañaría a un ejército).
El interrogatorio volvió a girar en torno a su adopción de la vestimenta masculina. Ella respondió que la decisión de adoptarla fue por su propia voluntad, y no a petición de ningún hombre vivo. Añadió que todo lo que he hecho lo he hecho por instrucción de mis voces", este último comentario en respuesta a una pregunta sobre si sus voces le ordenaron o no vestirse de soldado.

#### Décima sesión: martes, 13 de marzo de 1431
La mayor parte de esta sesión se dedicó a discutir la "señal" mostrada al rey (Carlos) cuando Juana se encontró con él por primera vez en Chinon. A la pregunta de si había jurado a Santa Catalina no contar la señal, Juana respondió: He jurado y prometido no contar esta señal, por mi propia voluntad.
Sin embargo, pasó a describir detalladamente la señal y el encuentro. Describió que un ángel le trajo al Rey una corona de oro puro, rica y preciosa, que fue puesta en el tesoro del Rey. Añadió que cuando se presentó ante el Rey acompañada del ángel, le dijo: Señor, esta es tu señal; tómala. Cuando le preguntaron por qué Dios la había elegido para esta tarea, ella respondió simplemente: A Dios le ha parecido bien que una simple doncella haga retroceder a los enemigos del Rey
El interrogatorio se centró entonces en el asalto a París. Ella declaró que no fue a París a instancias de una revelación, sino a petición de los nobles que querían realizar un ataque, añadiendo que después de que se me revelara... en Melun que sería capturada, solía diferir a los capitanes en cuestiones de guerra.

#### Undécima sesión: miércoles, 14 de marzo de 1431 (por la mañana)
La sesión de la mañana del 14 de marzo comenzó con un largo interrogatorio sobre el salto de Juana desde la torre de Beaurevoir, donde había estado cautiva antes de ser entregada a los ingleses. Ella dio como una de las razones para el salto que sabía que había sido vendida a los ingleses, y hubiera muerto antes que caer en manos de mis enemigos los ingleses.
Preguntada directamente si, al saltar de la torre, esperaba suicidarse, Juana respondió: No, porque mientras saltaba me encomendaba a Dios. Al saltar esperaba escapar y evitar ser entregada a los ingleses.
El interrogatorio se dirigió entonces a sus Santos y a la luz que los acompañaba cuando hablaban con ella. Afirmó que no había día en que no vinieran, y que siempre iban acompañados de una luz. Pidió tres cosas a sus voces: su liberación (de la prisión de los ingleses), que Dios ayudara a los franceses y, finalmente, pidió la salvación de su alma.
La prisionera fue preguntada por una advertencia que había hecho al obispo Cauchon. Ella relató sus palabras de la siguiente manera:
Juana: (a Cauchon) Dices que eres mi juez; no sé si lo eres: pero ten buen cuidado de no juzgarme mal, porque te pondrías en gran peligro. Y te lo advierto para que, si Dios te castiga por ello, haya cumplido con mi deber al decírtelo.
Preguntada por lo que esto significaba, informó que Santa Catalina le había dicho que tendría ayuda, que sería liberada por una gran victoria, añadiendo: Tómalo todo con tranquilidad; no te preocupes por tu martirio; al final llegarás al Reino del Paraiso.
El interrogatorio terminó en esta sesión con la pregunta de si, después de escuchar esta revelación, sentía que ya no podía cometer pecados mortales. Ella respondió: No lo sé; pero en todo me encomiendo a Dios.

#### Duodécima sesión: miércoles, 14 de marzo de 1431 (por la tarde)
Por la tarde del mismo día, los asesores se reunieron de nuevo en la celda de Juana, retomando la sesión de la mañana, es decir, la cuestión de la salvación de Juana y la certeza que tenía sobre ella. Juana matizó su respuesta anterior añadiendo que su creencia en su salvación era siempre que mantuviera mi juramento y promesa a Nuestro Señor de mantener a salvo mi virginidad de cuerpo y alma.
Preguntada sobre cualquier necesidad que sintiera de confesarse, respondió que no sabía de haber cometido pecado mortal, añadiendo que si estuviera en pecado mortal, creo que Santa  Catalina y Santa  Margarita me abandonarían de inmediato.
Tras una pregunta sobre las acusaciones de que Juana había tomado a un hombre como rescate y posteriormente lo había hecho matar, respondió que no lo había hecho.  Entonces los asesores leyeron una lista de acusaciones, todas ellas tratadas en exámenes anteriores, y le preguntaron, en referencia a ellas, si se sentía o no en pecado mortal por ello. Ella respondió:
Juana: No creo que esté en pecado mortal, y si lo estoy, es Dios, y el sacerdote en la confesión, quien debe saberlo.
Aparte de esto, sus respuestas a las acusaciones (sobre el ataque a París en un día de fiesta, la acusación de que había robado un caballo al Obispo de Senlis, su salto desde la torre de Beaurevoir, su uso de ropa masculina, y la mencionada acusación sobre un prisionero que fue ejecutado) fueron una recapitulación de las respuestas anteriores.  En cuanto al caballo, su declaración fue que había comprado el caballo al obispo, pero que no sabía si éste había recibido el dinero.

#### Decimotercera sesión: jueves, 15 de marzo de 1431
A lo largo del juicio, Juana había solicitado oír misa, lo que se le había negado. Se le preguntó si sería adecuado que asistiera a la iglesia con ropa de hombre o de mujer.
Juana: Prométeme que podré oír misa si llevo ropa de mujer.
Interrogador: Te prometo que oirás misa si llevas ropa de mujer.
Juana: ¿Y qué dices si he prometido a nuestro rey y he jurado no quitarme esta ropa? No obstante, digo, hazme una túnica larga que toque el suelo, sin cola y dámela para la misa. Luego, cuando vuelva, me pondré de nuevo esta ropa que llevo.
A lo largo del resto de esta sección Juana dice a los inquisidores que está segura de lo que les ha dicho. Ella dijo: Todas mis palabras y obras están en manos de Dios, y en estas cosas espero en él. Os aseguro que no haría ni diría nada en contra de la fe cristiana. Si hubiera dicho o hecho algo, o si hubiera algo en mi cuerpo que los clérigos pudieran decir que está en contra de la fe cristiana que el Señor estableció, no lo sostendría sino que lo rechazaría. Con esta cita es evidente que Juana cree que todo lo que hace es verdadero y puro en términos de su fe. Explica más sobre cómo se relaciona con los santos.

#### Decimocuarta sesión: sábado 17 de marzo de 1431 (por la mañana)
En casi la última sesión, Juana responde a las preguntas sobre sus voces santas, así como sobre el uso de ropa de hombre. Juana explica que Santa  Catalina y Santa  Margarita ″aman lo que Dios ama y odian lo que Dios odia.″ Según el texto, Juana creía que los ingleses serían golpeados como castigo por sus pecados. Esta sesión se centra en la carrera militar de Juana, así como en si ella misma era adorada. Ella se niega a responder a algunas de las preguntas planteadas por sus inquisidores sobre su estandarte y su espada, pero les explica que ya había respondido a estas preguntas, algo que hace repetidamente a lo largo de todo su juicio.

#### Decimoquinta sesión: sábado, 17 de marzo de 1431 (por la tarde)
En la última parte del juicio, Juana es interrogada sobre su estandarte. Los inquisidores insinúan que el estandarte es la razón por la que ha salido victoriosa de la batalla, pero Juana da todo el crédito a Dios. Juana había dicho a sus inquisidores que las santas Margarita y Catalina le habían dado el estandarte, aunque éste había sido proporcionado por Dios. Ella explica que todo el simbolismo y la redacción era por respeto a Dios. A Juana se le pregunta si ha estado en contacto con alguna hada, por qué miró su anillo antes de la batalla y por qué el estandarte estuvo presente en la coronación del Delfín. Aquí es donde se centran más las acusaciones de que Juana es una bruja.

## Juicio ordinario
El juicio ordinario de Juana comenzó el 26 de marzo, al día siguiente del Domingo de Ramos, con la redacción de los 70 artículos (más tarde resumidos en una acusación de 12 artículos). Si Juana se negaba a responder a ellos, se diría que los había admitido. Al día siguiente, los artículos se leyeron en voz alta y Juana fue interrogada en francés. Los dos días siguientes se le leyó la extensa lista de cargos en francés. El juicio ordinario concluyó el 24 de mayo con la abjuración.[cita requerida]

## Abjuración
El 24 de mayo, Juana fue llevada a un cadalso instalado en el cementerio junto a la Iglesia de San Ouen, y se le dijo que sería quemada inmediatamente a menos que firmara un documento renunciando a sus visiones y aceptando dejar de llevar ropa de soldado. Llevaba un atuendo de soldado consistente en una túnica, un pantalón y unas botas largas que le llegaban hasta la cintura, atadas con cordones a la cintura. El clérigo que formó parte del tribunal dijo más tarde que Juana había mantenido esta ropa atada con fuerza durante sus meses en prisión porque dijo que necesitaba ese atuendo para protegerse de una posible violación: "[cuando el juez le dijo] que no era propio de una mujer llevar la túnica de un hombre [y] el hosen firmemente atado con muchos cordones, ella dijo que no se atrevía a dejar el hosen, ni a mantenerlo sino firmemente atado, porque el obispo y el conde bien sabían, como ellos mismos dijeron, que sus guardias habían intentado violarla varias veces"."
Uno de los escribas de la corte, Guillaume Manchon, recordó más tarde: "Y ella estaba entonces vestida con ropa masculina, y se quejaba de que no podía dejarla, temiendo que por la noche sus guardias le infligieran algún acto de ultraje [sexual]; y se había quejado una o dos veces al obispo de Beauvais, al vice-inquisidor y al maestro Nicholas Loiseleur de que uno de los mencionados guardias había intentado violarla". El acta del juicio omite mucha información sobre esta cuestión, pero sí contiene citas de ella protestando que no estaba haciendo nada malo.
Sin embargo, ante la posibilidad de ser ejecutada inmediatamente el 24 de mayo, aceptó renunciar a esta ropa y firmar el documento de abjuración.

## Ejecución

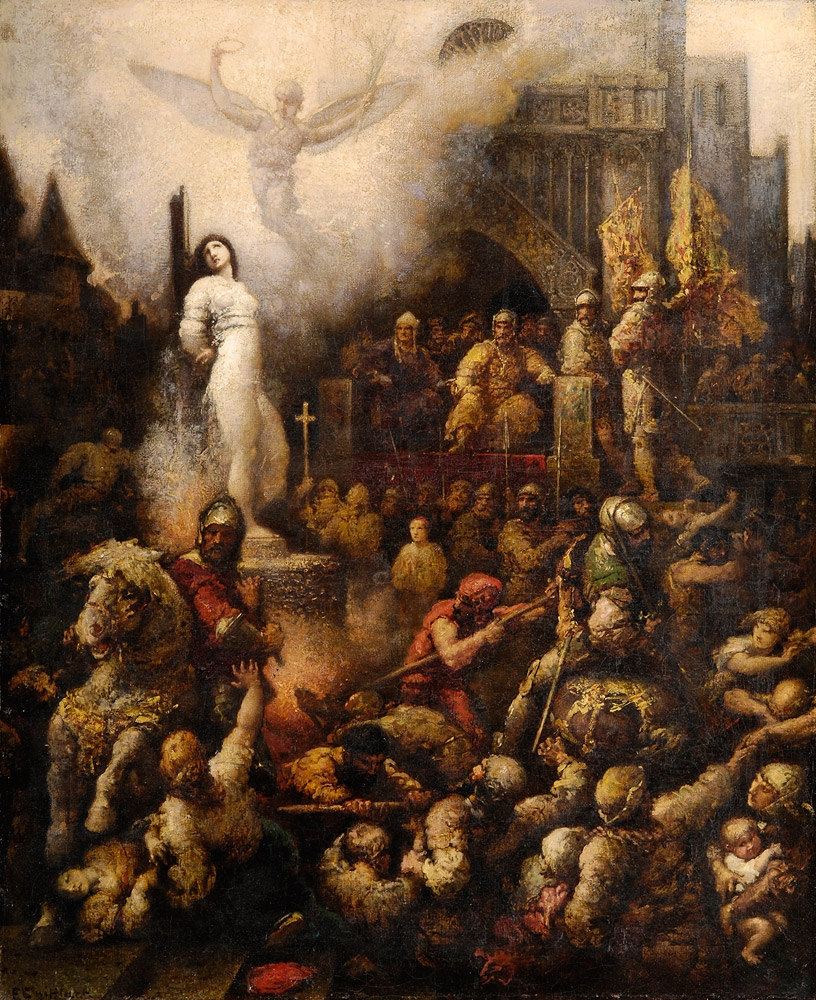
Juana de Arco, quemada en el fuego.

El 28 de mayo, Juana se retractó de su anterior abjuración, volvió a vestirse de hombre y fue acusada de recaer en la herejía. El notario principal del juicio dijo más tarde: "se le preguntó por qué había vuelto a adoptar esta vestimenta masculina, a lo que respondió que lo había hecho para proteger su virginidad, ya que no estaba segura mientras llevaba ropa femenina con sus guardias, que habían intentado violarla, de lo que se había quejado muchas veces al obispo y al conde; y [dijo] que los jueces le habían prometido que sería puesta bajo custodia y en las cárceles de la Iglesia, y que tendría una mujer con ella [es decir,  una monja, siguiendo el procedimiento inquisitorial]; diciendo además que si les parecía bien a los señores jueces colocarla en un lugar seguro en el que no tuviera miedo, entonces estaba dispuesta a readoptar ropa femenina. El alguacil del juicio, Jean Massieu, recordó que al final los guardias ingleses no le dieron otra opción que volver a ponerse la ropa masculina: "Cuando tuvo que salir de la cama... pidió a estos ingleses, sus guardias: Desencadéname, para que pueda levantarme. Y entonces uno de estos ingleses le quitó la ropa femenina que tenía, y vaciaron el saco en el que estaba la ropa masculina, y le echaron esta ropa encima mientras le decían: 'Levántate'; y guardaron la ropa femenina en el citado saco. Y, como ella dijo, se puso la ropa masculina que le habían dado, [después de] decir: 

Señores, sabéis que esto me está prohibido: sin falta, no lo aceptaré'. Pero, sin embargo, no le dieron nada más, por lo que continuó en esta discusión con ellos hasta la hora del mediodía; y finalmente, se vio obligada por la necesidad del cuerpo a salir de la habitación y, por lo tanto, a usar esta ropa; y después de que regresó, todavía no le dieron nada más [para usar] a pesar de cualquier apelación o solicitud que les hizo.

Fue declarada "recaída", lo que dio al tribunal una justificación nominal para hacerla ejecutar. Sólo aquellos que habían recaído -es decir, aquellos que habiendo conjurado sus errores volvían a ellos- podían ser condenados a muerte por un tribunal de la Inquisición y entregados para la muerte.
El 30 de mayo de 1431, Juana de Arco fue quemada en la hoguera del Mercado Viejo de Rouen.

### Otras lecturas
- "Joan's Trial and Execution at Rouen", in Joan of Arc: Her Story by Régine Pernoud and Marie-Véronique Clin.
- Transcription of the Condemnation documents, in Procès de condamnation et de réhabilitation de Jeanne d'Arc volume I, by Jules Quicherat (transcriber and editor).
- "The Trial of Condemnation", in Joan of Arc, By Herself and Her Witnesses by Régine Pernoud, translated by Edward Hyams. Includes lengthy excerpts from the transcript and descriptions by the eyewitnesses.